# Aeroporto di Saint-Tropez La Môle
Aeroporto di La Môle - Saint-Tropez (in francese  Aéroport de La Môle - Saint-Tropez, IATA: LTT, ICAO: LFTZ) è un aeroporto situato a La Môle, a 15 km a sud - ovest di Saint-Tropez, nel dipartimento del Var della regione Provenza-Alpi-Costa Azzurra nella Francia sud-orientale.
Aéroports de la Côte d'Azur (ACA) ha annunciato il 26 luglio 2013 di aver acquisito il 99,9% delle azioni dell'AGST ( Saint-Tropez Airport), precedentemente di proprietà del gruppo Reybier negli ultimi 15 anni.